# Chuniophoeniceae
Classification APG IV (2016)
Tribu
Genres de rang inférieur
- Chuniophoenix Burret
- Kerriodoxa J.Dransf.
- Nannorrhops H.Wendl.
- Tahina J.Dransf. & Rakotoarinivo

Chuniophoeniceae est une tribu de palmiers de la sous-famille des Coryphoideae de la famille de plante Arecaceae . Les quatre genres au sein de la tribu sont morphologiquement différents et n'ont pas de distributions qui se chevauchent. Deux des genres sont monotypiques (Kerriodoxa et Tahina ), tandis que Nannorrhops et  Chuniophoenix ont chacun  deux espèces .

## Description
D'aspect, les palmiers des quatre genres de la tribu  Chuniophoeniceae semblent assez différents. Les Chuniophoenix sont de petits palmiers du sous-bois avec des tiges groupées; Kerriodoxa est un palmier de forêt tropicale trapu avec une seule tige; Nannorrhops est un palmier du désert tentaculaire avec des tiges ramifiées; et Tahina est un palmier solitaire massif issu d'affleurements calcaires exposés,,,. Ils diffèrent également considérablement dans leurs stratégies de floraison. Les espèces de Chuniophoenix fleurissent régulièrement tout au long de leur vie (pléonanthique, ou polycarpique) et produisent des fleurs hermaphrodites (rarement de sexe unique); Kerriodoxa est également pléonanthique, mais est toujours dioïque ; Les tiges des Nannorrhops meurent après la floraison (hapaxanthe), bien que la plante , très ramifiée, survive après la floraison d'une tige ; Tahina produit une inflorescence terminale massive et meurt après la fructification (véritable monocarpie). Tous les Chuniophoeniceae ont des feuilles palmées avec des plis indupliqués et des bractées tubulaires entourant partiellement les fleurs.    

## Taxonomie
Chuniophoeniceae est l'une des huit tribus de la sous-famille des Coryphoideae . La tribu est monophylétique et étroitement liée aux tribus Caryoteae, Corypheae et Borasseae, formant le clade syncarpe,,. Dans une classification précédente, avant la découverte du Tahina, les trois autres genres étaient placés dans la tribu Corypheae, sous-tribu Coryphinae, avec le genre Corypha .  Par pure coïncidence, Corypha et Tahina partagent une même stratégie; de produire une explosion massive de fleurs, une seule fois, avant de mourir, et peuvent paraitre proche par leur structure massive.
Les quatre genres ont des distributions largement disjointes . Chuniophoenix (2 sp.) se trouve dans le sud de la Chine et au Vietnam ; Kerriodoxa (1 sp., K. elegans ) est limité à la péninsule thaïlandaise ; Nannorrhops (2 sp., N. ritchieana et N. baluchestanica) se trouve dans certaines parties de l' Iran, de l' Afghanistan, du Pakistan et du sud-est de la péninsule arabique ; tandis que Tahina (1 sp., T. spectabilis ) est endémique à une très petite zone du nord-ouest de Madagascar .

### Genres
| Image | Genre                                  | Espèces vivantes                                                                                                  |
| ----- | -------------------------------------- | --- |
|       | Chuniophoenix Burret, 1937             | - Chuniophoenix hainanensis Burret - Chine: Hainan - Chuniophoenix nana Burret - Chine: Hainan et nord du Vietnam |
|       | Kerriodoxa J.Dransf., 1983             | - Kerriodoxa elegans, palmier à dos blanc                                                                         |
|       | Nannorrhops H.Wendl., 1879             | - Nannorrhops ritchieana, le palmier Mazari - Nannorrhops baluchestanica, Nannorrhops du Baloutchistan (2016)     |
|       | Tahina J.Dransf. & Rakotoarinivo, 2008 | - Tahina spectabilis, le palmier tahina                                                                           |

## Galerie

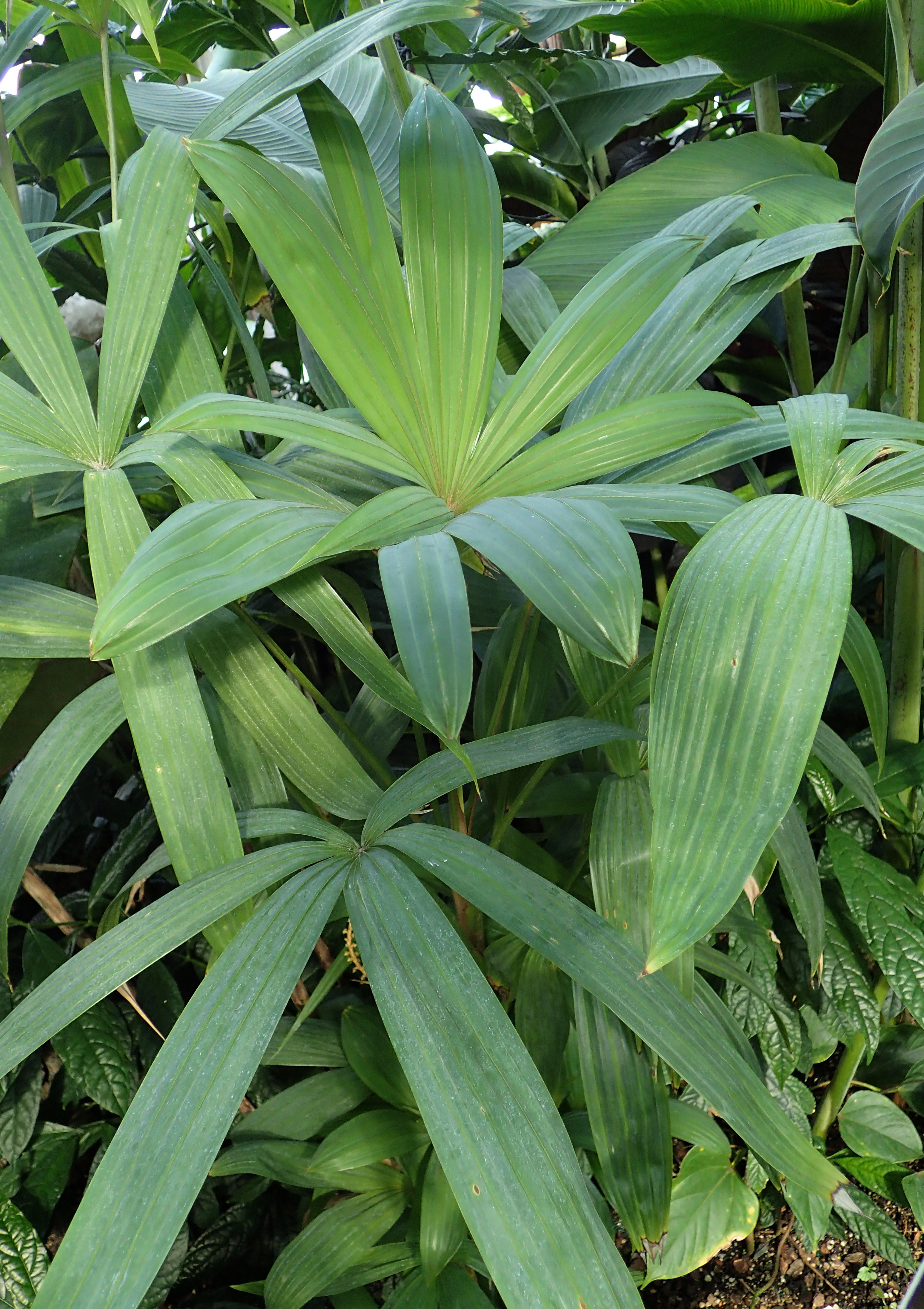
Feuillage de Chuniophoenix nana
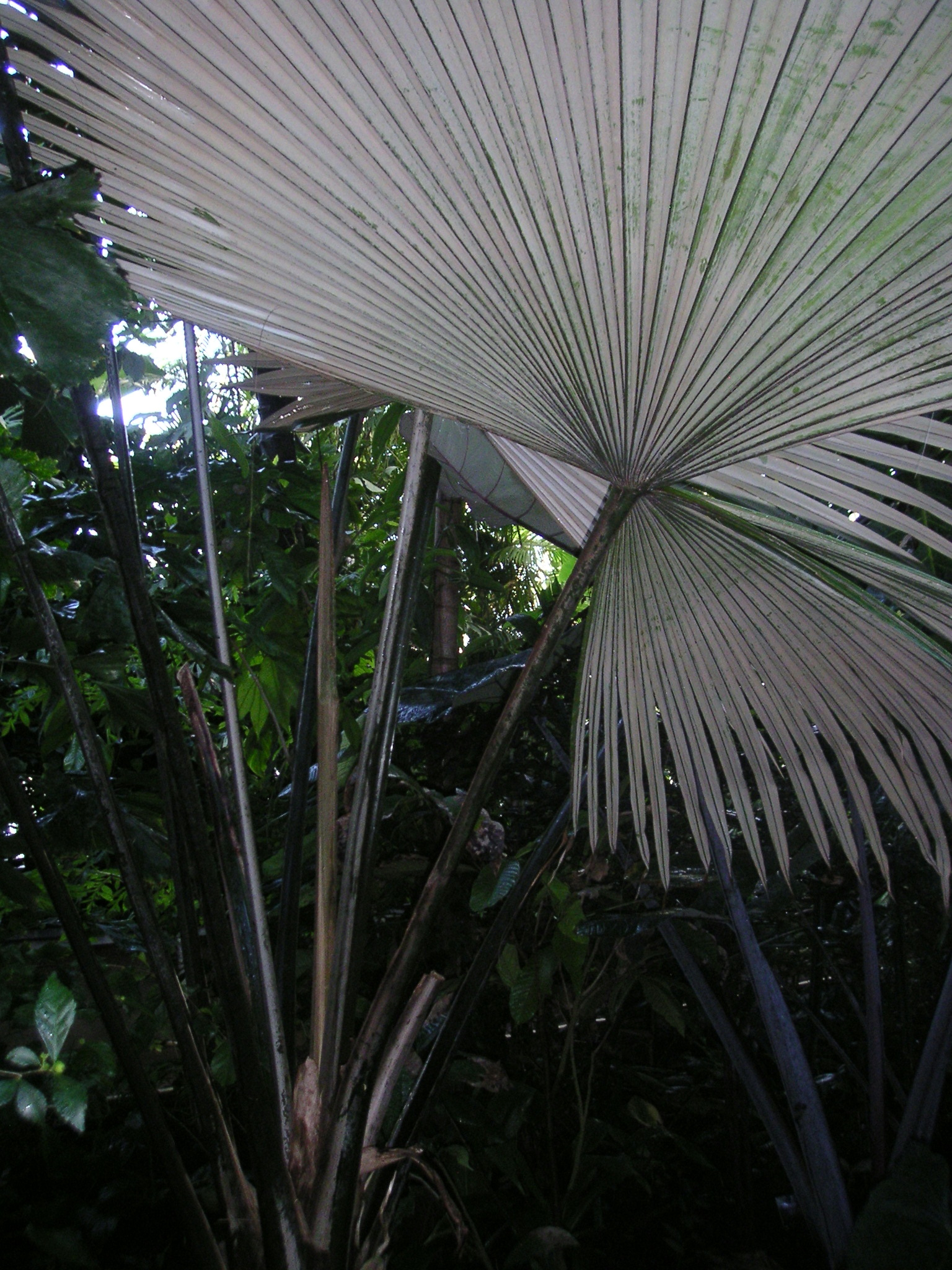
Dessous blancs distinctifs des feuilles de Kerriodoxa elegans
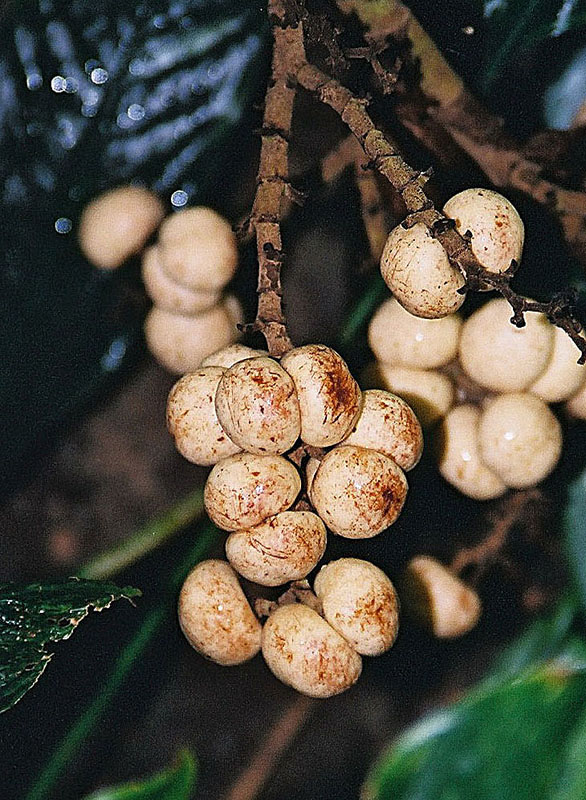
Fruits de Kerriodoxa elegans
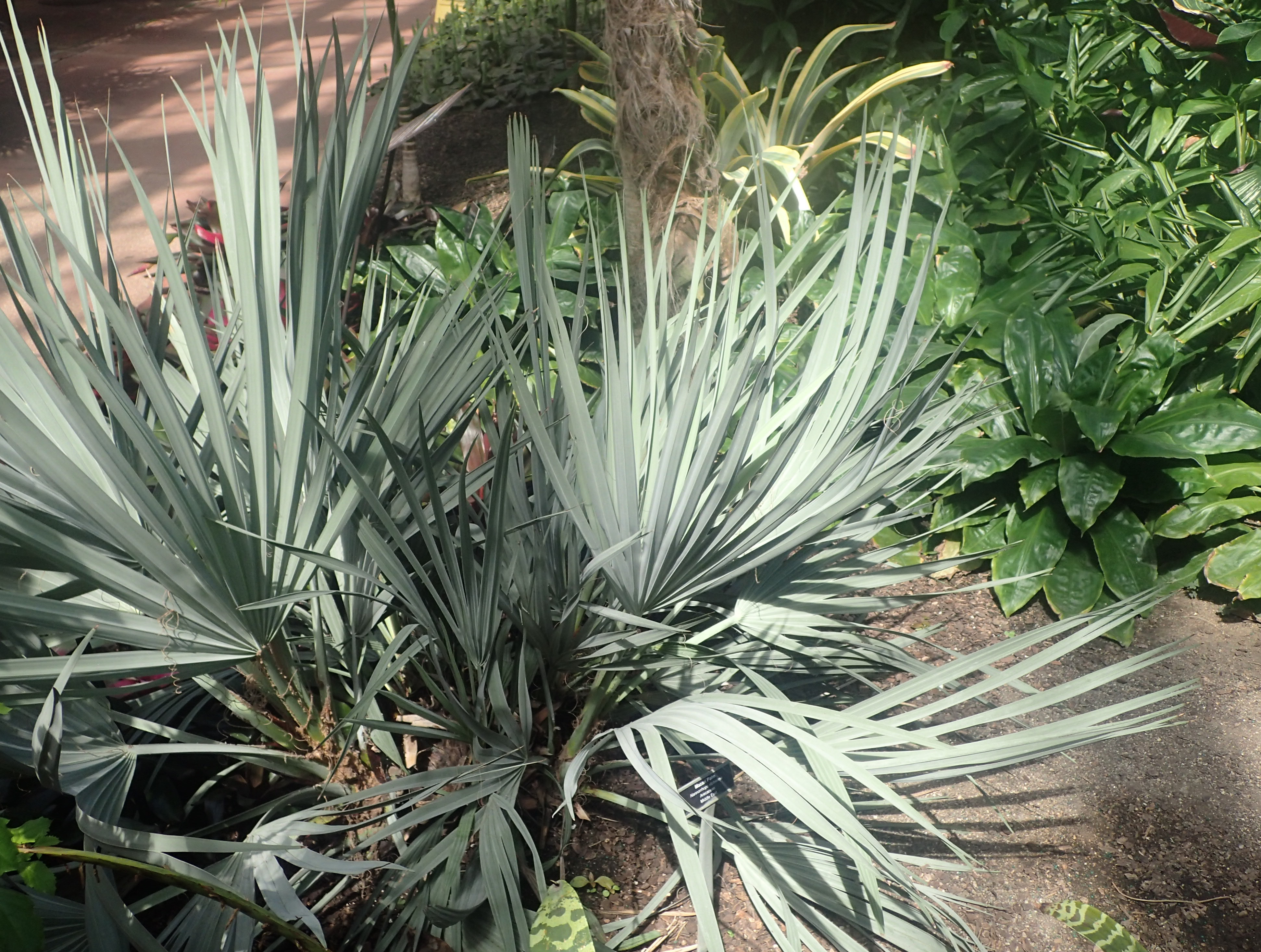
Feuillage bleu argenté de Nannorrhops ritchieana
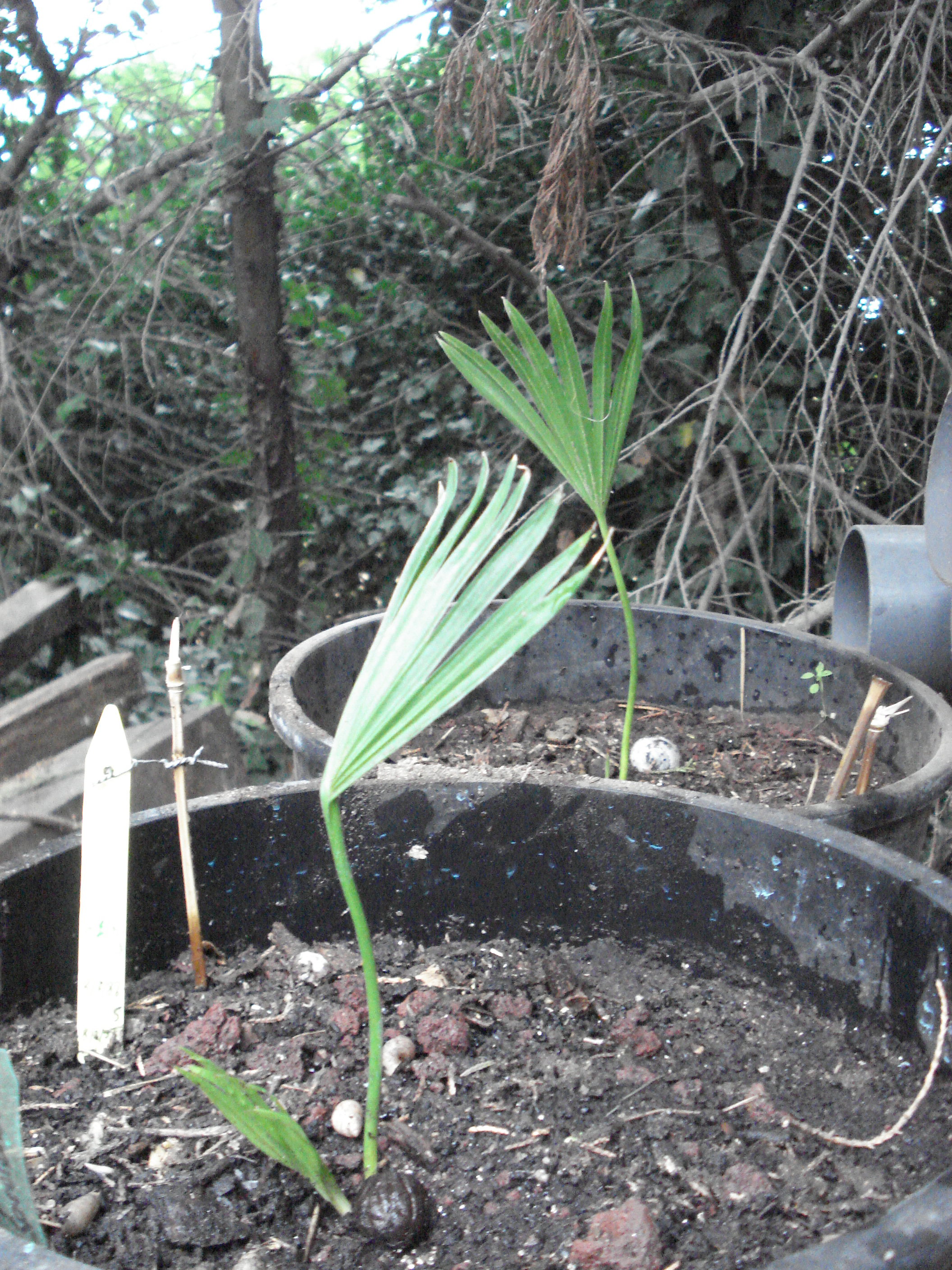
Semis de Tahina spectabilis en culture en métropole